# اليوم العالمي لالتهاب الكبد الوبائي
يوافق اليوم العالمي لالتهاب الكبد الوبائي (بالإنجليزية: World Hepatitis Day)‏ يوم 28 يوليو، والذي يهدف إلى زيادة ورفع التوعية بالتهاب الكبد الوبائي باء والتهاب الكبد الوبائي سي، بالإضافة إلى تشجيع ودعم عمليات الوقاية، التشخيص والعلاج.
يعاني ما يقرب من 170 مليون فرداً عبر أرجاء العالم أجمع من التهابي الكبد الوبائي ب وج. مما يجعل ذلك العدد يمثل نسبة إصابة واحد من كل إثني عشر فرداً، مما جعل منه قاعدةً لحملة يوم التهاب الكبد الوبائي العالمية تحت عنوان: هل أنا رقم إثني عشر؟ عام 2008 (بالإنجليزية: World Hepatitis Day Am I Number 12?campaign)‏. وهنا يجب ملاحظة أن التهاب الكبد الوبائي ب وج لو تركا كذلك بدون علاجٍ أو تدخلٍ، قد يؤدي ذلك إلى تليفٍ متطورٍ في أنسجة الكبد، بالإضافة إلى مضاعفاتٍ أخرى منها سرطان الكبد أو الفشل الكبدي. مما يسفر عن وفاة نحو 1.5 مليون مريضاً سنوياً جراء الإصابة بالتهاب الكبد الوبائي ب أو ج.
ويُقَام اليوم العالمي لالتهاب الكبد الوبائي تحت رعاية تحالف التهاب الكبد الوبائي العالمي.

## التأريخ
نظمت العديد من جمعيات المرضى الأوروبية والشرق أوسطية الحدث الافتتاحي الأول ليوم التوعية العالمي بالتهاب الكبد الوبائي ج، والذي وافق الأول من أكتوبر 2004،  بيد أن العديد من جمعيات المرضى ما زالت تحتفل «بيوم الالتهاب الكدبي الوبائي» في تواريخٍ منفصلةٍ.
وتم تشكيل تحالف التهاب الكبد الوبائي العالمي في عام 2008 بهدف توحيد مجموعات مرضى التهاب الكبد الوبائي (بي) و (ج) والمنتشرة عبر أرجاء العالم أجمع بالإضافة إلى جذب المزيد من الانتباه سواءً على الصعيد السياسي والعام  صوب تلك القضية الخاصة بأنواع التهابات الكبد الوبائية. نتيجةً لذلك، شاركت نحو 280 مجموعة مرضى التهاب الكبد الوبائي (بي) و (ج) في ذلك التحالف، ومنها على سبيل المثال مجموعة (ذا هيباتيتس سي ترست) أو (ثقة التهاب الكبد الوبائي ج) (بالإنجليزية: Hepatitis C Trust)‏، (ذا يوروبين ليفر بيشنت أسوسيشن) أو (رابطة مرضى الكبد الأوروبية) (بالإنجليزية: European Liver Patient Association)‏، (هيباتايتس أستراليا) أو (جمعية التهاب الكبد الوبائي الأسترالية) (بالإنجليزية: Hepatitis Australia)‏، و (ذا تشينيز فونديشن فور هيباتايتس بريفنشن أند كونترول) أو (المؤسسة الصينية للوقاية من وضبط التهاب الكبد الوبائي) (بالإنجليزية: Chinese Foundation for Hepatitis Prevention & Control)‏.
ومع مدخلاتٍ من أعضاء التحالف، تحول اليوم العالمي لاتهاب الكبد الوبائي إلى يوم التاسع عشر من مايو، والذي تم تدشينه تحت شعار الحملة «هل أنا رقم 12؟». ويشير التساؤل شعار الحملة، «هل أنا رقم 12» الإحصائيات العالمية بأن كل واحد من إثني عشر فرداً يعيشون بحالة التهاب كبدي فيروسي بي أو ج ، وتم ترجمة الشعار إلى 40 لغةً مختلفةً بهدف استخدامه من قِبَلْ منظمات المرضى عبر أرجاء العالم أجمع، كما أنه تم عرضه في نموذج شعارٍ على العديد من معالم العامة.
وما زال شعار «هل أنا رقم 12؟» هو الشعار المستخدم في اليوم العالمي لالتهاب الكبد الوبائي في عام 2009، مع قيام العديد من أعضاء التحالف بصياغة عنوانٍ خاصٍ بالتهاب الكبد الوبائي يتمثل في «الفرد الثاني عشر يتساءل عن الحكومة».
ويُقام في عام 2010 اليوم العالمي الثالث لالتهاب الكبد الوبائي، ولكنه يقام تحت شعارٍ جديدٍ حائزٍ على الأولوية «هذا هو التهاب الكبد الوبائي». وقد جدد الشعار الجديد «هذا هو الالتهاب الكبدي» من التركيز على القصص البشرية وراء الالتهاب الكبدي الفيروسي. هذا وسيظل «هذا هو الالتهاب الكبدي» الشعار المستخدم في اليوم العالمي لالتهاب الكبد الوبائي لعام 2011.

## الموضوع
| التاريخ                 | الاسم                                         | الموضوع                                    |
| ----------------------- | --------------------------------------------- | ------------------------------------------ |
| الأول من أكتوبر 2004    | اليوم العالمي للتوعية بالتهاب الكبد الوبائي ج | "لديك صحبة"                                |
| الخامس من أكتوبر 2005   | اليوم العالمي للتوعية بالتهاب الكبد الوبائي ج | "التهاب الكبد الوبائي – له الأولوية اليوم" |
| الأول من أكتوبر 2006    | اليوم العالمي للتوعية بالتهاب الكبد الوبائي   | "لتقم بالفحص"                              |
| الأول من أكتوبر 2007    | اليوم العالمي للتوعية بالتهاب الكبد الوبائي   | "Get tested"                               |
| التاسع عشر من مايو 2008 | اليوم العالمي للتوعية بالتهاب الكبد الوبائي   | "هل أنا رقم 12؟"                           |
| التاسع عشر من مايو 2009 | اليوم العالمي للتوعية بالتهاب الكبد الوبائي   | "هل أنا رقم 12؟"                           |
| التاسع عشر من مايو 2010 | اليوم العالمي للتوعية بالتهاب الكبد الوبائي   | "هذا هو التهاب الكبد الوبائي"              |

## وصلات خارجية
- اليوم العالمي لاتهاب الكبد الوبائي  تحالف التهاب الكبد العالمي
- اليوم العالمي لاتهاب الكبد الوبائي جمعية هيباتيتس سي ترست أو (ثقة التهاب الكبد الوبائب بالمملكة المتحدة)
- الوعي بالتهاب الكبد الفيروسي—مايو 2008 مراكز ضبط والوقاية من الأمراض بالولايات المتحدة الأمريكية
- التهاب الكبد الفيروسي مراكز ضبط والوقاية من الأمراض بالولايات المتحدة الأمريكية
- اليوم العالمي لالتهاب الكبد الوبائي 2008 على يوتيوبملف فيديو منشور على موقع يو تيوب
- NVHR اليوم العالمي لالتهاب الكبد الوبائي 2009 المائدة المستديرة القومية لالتهاب الكبد الفيروسي
- بث اليوم العالمي لالتهاب الكبد الفيروسي  العلماء العراة.